# Trouble (együttes)
A Trouble amerikai doom/heavy metal/hard rock/pszichedelikus rock/stoner rock zenekar. 1979-ben alakultak meg az illinois-i Aurorában. A Trouble a doom metal műfaj egyik úttörőjének számít, olyan együttesekkel együtt, mint a Candlemass, a Pentagram és a Saint Vitus. Hatásaiknak a Black Sabbath-ot és a Judas Priest-et, illetve az 1970-es évek pszichedelikus rockját tették meg. Első nagylemezükön még keresztény jellegű metalt is játszottak. A zenekar 2020 végére új stúdióalbumot tervez, amely elmondásuk szerint "súlyosabb lesz, mint valaha". Énekesük, Eric Wagner 2021. augusztus 22.-én elhunyt a COVID-19-járvány következtében. 62 éves volt.

## Tagok
- Bruce Franklin – gitár (1979–)
- Rick Wartell – gitár (1979–)
- Kyle Thomas – ének (1997–2000, 2012–)
- Mark Lira – dob (2009–)
- Rob Hultz – basszusgitár (2013–)

Korábbi tagok
- Eric Wagner – ének (1979–1997, 2000–2008, 2021-ben elhunyt)
- Ian Brown – basszusgitár (1979–1983)
- Jeff Olson – dob, billentyűk (1979–1986, 1993–2008)
- Sean McAllister – basszusgitár (1983–1986)
- Ron Holzner – basszusgitár (1986–2002)
- Dennis Lesh – dob (1986–1987)
- Ted Kirkpatrick – dob (1987–1989)
- Barry Stern – dob (1989–1993) (2005-ben elhunyt)
- Chuck Robinson – basszusgitár (2002–2009)
- Kory Clarke – ének (2008–2012)
- Shane Pasqualla – basszusgitár (2009–2013)

## Diszkográfia
- Psalm 9 (1984)
- The Skull (1985)
- Run to the Light (1987)
- Trouble (1990)
- Manic Frustration (1992)
- Plastic Green Head (1995)
- Simple Mind Condition (2007)
- The Distortion Field (2013)